# Кинематографическое насилие
Кинематографическое насилие – понятие, используемое для обозначения сцен, содержащих элементы насилия и жестокости в кино.
На протяжении всего своего существования искусство не раз обращалось к изображению различных форм насилия. Появление кинематографа дало возможность перевести его изображение на совершенно новый уровень, а интерес к подобным фильмам не ослабел до сих пор.
Объяснение этому можно найти в двух теориях: психоаналитической и этологической. Зигмунд Фрейд был первым, кто начал изучать психологические  механизмы агрессивности, и выявил два врожденных и неизменных человеческих инстинкта – жизни (созидательное начало, с которым связывается сексуальное влечение – Эрос) и смерти (разрушительное начало, проявляющееся в агрессивности − Танатос). Придерживающиеся данной теории психологи полагают, что накапливающаяся  «агрессивная» энергия должна разряжаться, например,  в наблюдении за жестокими действиями, что и происходит при просмотре фильмов с содержанием насилия.
Этологическая теория нашла отражение в работах К. Лоренца, который рассматривает  агрессивное человеческое поведение чисто с биологической точки зрения, видя в ней средство борьбы с другими существами и самоутверждение себя среди них. Таким образом, кинематографическое насилие не просто помогает вызывать острые ощущения, такие как тревога, страх, волнение, но и  помогает человеку удовлетворять его глубинные потребности в борьбе за жизнь.
Результатом просмотра сцен насилия по мнению Р. Харриса могут быть:
1)Катарсис (эмоциональное очищение, высвобождение от таких бессознательных импульсов как секс и агрессия, согласно некоторым исследованиям зрители могли испытывать улучшение самочувствия после просмотра фильма ужасов, демонстрирующего сцены насилия);
2)Десенсибилизация (и, возможно, копирование поведения отрицательных героев) – безразличие к изображенным жертвам и их страданиям.

## Истоки
Изображение насилия на экране было запрещено Кодексом Хейса, пока  в 60-е годы по нему не нанес сокрушительный удар фильм Альфреда Хичкока «Психо» (1960). В одной из своих статей Л.Уильямс писала, что перед кинематографом в то время встала необходимость поиска новых «аттракционов» из-за угрозы вытеснения телевидением. Эти изменения были не просто переходом  от классического Голливуда  к Новому, но и ознаменовали начало современного американского кино.

## Эстетизация насилия
Под этим понятием рассматривают особый способ изображения жестокости в искусстве (в частности в кино),  как привлекательного эмоционального всплеска, когда нравственная оценка происходящего на экране уходит на второй план. Отечественный кинокритик  А.А. Артюх Архивная копия от 8 октября 2016 на Wayback Machine полагает, что первым режиссером начавшим эстетизировать насилие в Голливуде был Артур Пенн ( «Бонни и Клайд» 1967), который превратил финальную смерть героев в грандиозную расправу, заснятую на четыре камеры с разными скоростями. Выход этого фильма позволил журналу «Вэрайети» назвать 1967-й год «годом насилия». Впоследствии этим же путем пошел Сэм Пекинпа с его фильмами «Дикая Банда» (1969) и «Соломенные псы» 1971.  В одном из своих интервью режиссер сказал:
```
«Мы жестоки по природе. Если смотреть по уровню жестокости, то  я прихожу к выводу, что мы лишь на несколько шагов отошли от обезьян в первые дни эволюции»
.
[
3
]
```

Для режиссеров этого поколения насилие было бунтом, попыткой самоутверждения, в отличие от современных продолжателей этой же  линии, таких как Квентин Тарантино, у которого жестокость становится развлечением:
«Я демонстрирую разрушение, вывожу образы плохих парней, сеющих хаос, и от всего этого получаю огромное удовольствие. Мне это нравится, это помогает мне весело провести время. Но когда ты видишь, что кто-то творит подобное в реальной жизни, тебе не смешно, и ты понимаешь: рано или поздно за это придется заплатить. Если речь идет о выдумке, о драме, о кино – тогда насилие позволительно. Оно развлекает».
Психоаналитик В.А. Мазин рассмотрел феномен эстетизации насилия на примере фильма Д. Кроненберга  «Оправданная жестокость»(2005). Главный герой фильма – Том Столл (Вигго Мортенсен) добропорядочный гражданин, отец семейства, жестоко расстреливает ворвавшихся в его закусочную бандитов. Момент убийства особенно подчеркивается несколькими явно лишними выстрелами. При этом симпатия зрителя оказывается на стороне Тома, поступок которого оправдывается необходимостью применения насилия. В другой сцене этого фильма сын Тома избивает парня, с которым у него были конфликты. И вновь зрителям начинает казаться, что применение силы было обосновано. Таким образом, по ходу фильма возникают моменты беспочвенного проявления агрессии, и жестокость оказывается не оправданной.
Тем не менее, как верно заметила А. Артюх, постклассическое кино едва ли сможет отказаться от использования жестокости как зрелищного элемента. Так свое нежелание отказываться от насилия высказал в одном из интервью Брайан де Пальма:
```
«Насилие-это визуальная форма. Оно очень эффектно, оно возбуждает. Я никогда не откажусь от насилия, потому что оно исключительно кинематографично»
.
[
6
]
```